# Mood Swings
«Mood Swings» — песня американского рэпера Pop Smoke, выпущенная 3 июля 2020 года как 13 трек с дебютного посмертного студийного альбома Shoot for the Stars, Aim for the Moon. Она была записана при участии Lil Tjay. Ремикс с участием Саммер Уокер был выпущен в качестве сингла, так же песня вошла в одноимённый мини-альбом. 

## О песне
«Mood Swings» — это песня в стиле R&B с текстом о сексе с женщинами, не пользующимися противозачаточными средствами. Песня получила смешанные отзывы - некоторые рецензенты критиковали текст Lil Tjay, в то время как другие посчитали песню романтичной и извращенной. Песня заняла 17 место в Billboard Hot 100 и 5 место в UK Singles Chart, став первым хитом Lil Tjay и вторым хитом Pop Smoke в Великобритании. На международном уровне песня вошла в пятерку лучших в трех других странах, включая Португалию, где она заняла первое место. Песня была удостоена двойного платинового сертификата Ассоциации звукозаписывающей индустрии Америки (RIAA), означающего количество продаж в эквиваленте трека, превышающее два миллиона копий.
Для песни «Mood Swings» был сделан визуальный ролик, выпущенный 20 августа 2020 года. В нем Джордин Вудс, Дилан и Дакота Гонсалес выполняют различные действия, например, позируют у бассейна и в спортивных автомобилях. На песню был снят музыкальный клип, который вышел 7 октября 2020 года. Режиссером клипа выступил Дэвид Уэпт, в нем показаны Lil Tjay и Lala Baptiste, находящиеся в длительных отношениях, а также фотографии Pop Smoke в пламени вечного голубого огня.
Ремикс с участием американской певицы Саммер Уокер был выпущен в качестве сингла 18 сентября 2020 года. Ремикс был позже включен в одноименный мини-альбом. В него также вошли «What You Know Bout Love», «Imperfections (Interlude)», «Something Special» и ремикс на песню «Diana».

## Список композиций
| №                   | Название                                                    | Продюсер                     | Длительность |
| ------------------- | ----------------------------------------------------------- | ---------------------------- | ------------ |
| 1.                  | «Mood Swings (Remix)» (при участии Lil Tjay и Саммер Уокер) | Beat Menace Dizzy Banko Kiwi | 4:15         |
| Общая длительность: | Общая длительность:                                         | Общая длительность:          | 4:15         |

| №                   | Название                                                    | Продюсер                     | Длительность |
| ------------------- | ----------------------------------------------------------- | ---------------------------- | ------------ |
| 1.                  | «Mood Swings (Remix)» (при участии Lil Tjay и Саммер Уокер) | Beat Menace Dizzy Banko Kiwi | 4:15         |
| 2.                  | «What You Know Bout Love»                                   | IamTash                      | 2:40         |
| 3.                  | «Imperfections (Interlude)»                                 | Dolo Joe From Yo             | 1:48         |
| 4.                  | «Something Special»                                         | Kdi                          | 2:38         |
| 5.                  | «Diana (Remix)» (при участии Calboy и King Combs)           | SpunkaBigga                  | 3:54         |
| Общая длительность: | Общая длительность:                                         | Общая длительность:          | 15:15        |